# ロシア鉄道ED1形
ED1形（ロシア語: ЭД1）は、かつてロシア鉄道（ОАО «Российские железные дороги»）が所有していた交流電化区間用プッシュプル列車（エレクトリーチカ）。貨物列車用に製造された電気機関車に新製した付随車を連結するという編成を組んでいた。この項目では、同じ用途で製造されたED9T形3000番台についても解説する。

## 概要・運用
ソビエト連邦の崩壊後、余剰気味になった機関車を活用するため、ロシア鉄道など旧ソ連各国の鉄道へ向けて機関車の中間に電車の中間付随車を連結するプッシュプル列車が多数導入されていた。その一環として、全連合電気機関車科学研究計画・設計技術研究所（ВНИИЖТ）、全ロシア電気機関車研究所（ВЭлНИИ）、デミホヴォ機械製造工場によって開発・製造が行われたのがED1形である。
動力車は貨物用交流電気機関車として製造された2車体連結式のVL80S形が流用された一方、中間に連結される付随車はデミホヴォ機械製造工場が製造していたED9T形電車と同型の車両が新たに製造された。動力車と付随車を繋ぐ回路はノボチェルカスク電気機関車工場が製造した。
編成は12両編成（動力車＋付随車10両＋動力車）を基本とし、うち各動力車側の付随車にはトイレが設置されていた。-50℃から40℃まで様々な環境下で安定した走行が可能なように設計されており、需要に応じて両数を減らす事も可能であった。
最初の編成は1999年に完成し、試験運転が行われた後翌2000年から営業運転に投入され、それ以降12両編成4本が導入された。極東鉄道支社が管理する交流電化区間で2009年まで使用され、以降は動力車（VL80S形）が元の2車体連結式電気機関車に戻され貨物輸送に転用された一方、使用された客車は転用される事なく車庫に留置された。

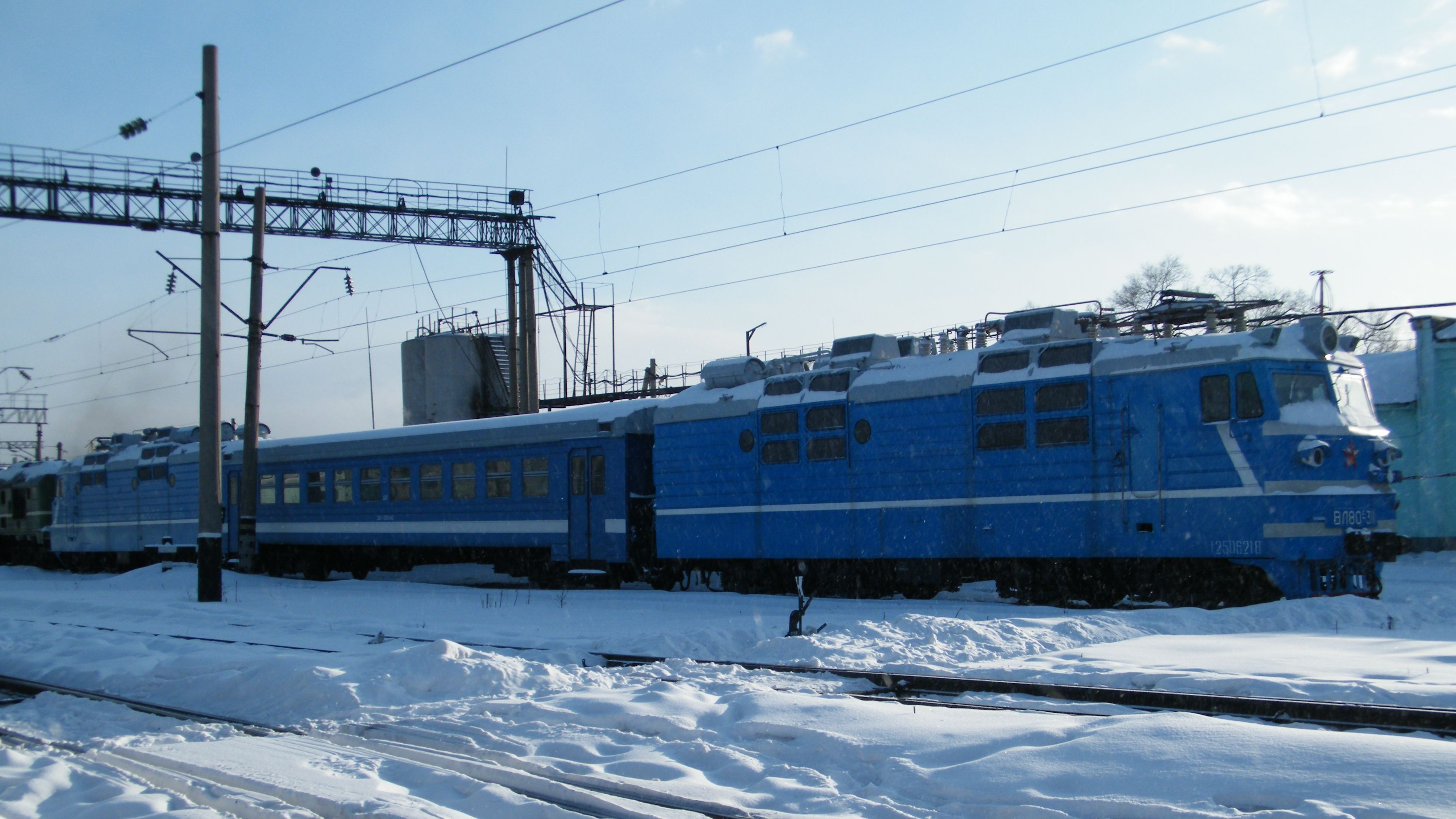
車庫に留置されているED1形（VL80S形、付随車）

## ED9T形3000番台
ED1形と並行して、1999年にデミホヴォ機械製造工場で機関車とプッシュプル運転を行うための付随車が30両（10両編成3本、3001-3030）製造された。連結する機関車との形式名の統一は行われず、第1・第3編成はVL80S形と、第2編成はCS4T形や2TE10V形ディーゼル機関車と連結して2010年代初頭までニジニ・ノヴゴロド地域で使用された。

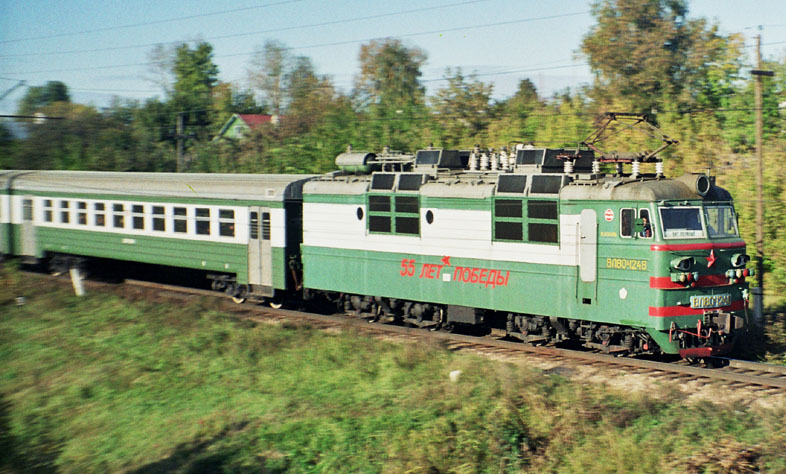
VL80S形と連結する第1編成（3001-3010）

## 関連形式
- DDB1形（ロシア語版）（ДДБ1） - ヴォロシロフグラードディーゼル機関車工場製の2車体連結式ディーゼル機関車の2M62形に、デミホヴォ機械製造工場が製造した電車タイプの付随車を挟んだ非電化区間用プッシュプル列車。基本編成は12両（動力車＋付随車10両＋動力車）であったが、リガ車両製作工場製の制御車を連結した7両編成（動力車＋付随車5両＋制御車）も組成可能であった。ベラルーシ鉄道の他、DPSAAZ形（ДПСААЗ）の形式名でロシア鉄道にも導入された[6]。